# Sergio Boixo
Sergio Boixo es un ingeniero informático, licenciado en filosofía y en matemáticas, con un máster y un doctorado en física, conocido por su trabajo en informática cuántica. Actualmente trabaja en Google como director científico de Quantum Computer Theory en el Quantum Artificial Intelligence Lab, un equipo al que se unió en 2013, poco después de su fundación.

## Años de educación
Boixo comenzó su educación universitaria con una  ingeniería en informática en la recién creada Facultad de Informática (Universidad Complutense de Madrid), de 1993 a 1996. Fue el número uno de la primera promoción, recibiendo el galardón Chip de Oro por su logros académicos. Mientras tanto, también cursó sendas licenciaturas en filosofía (2002) y matemáticas (2003) en la Universidad Nacional de Educación a Distancia (UNED). Después de una estancia en prácticas en el Banco Central Europeo como desarrollador C ++ (Frankfurt, 1999), continuó su recorrido profesional como informático en el sector bancario alemán, arquitecto de sistemas para Semanticedge, y consultor y analista de software para varias empresas internacionales.
Posteriormente se centró en su carrera académica, orientándose a física. En 2004 fue galardonado con una beca de la Fundación "la Caixa" para especializarse en la Universidad de Nuevo México y en el Laboratorio Nacional de Los Álamos. En 2008 fue también becado por la Fundación Mutua Madrileña. Cursó una maestría en física en la Universidad Autónoma de Barcelona en 2008 y publicó algunas de sus primeras investigaciones centradas en el algoritmo del temple cuántico. Se doctoró en física en la Universidad de Nuevo México en 2008, con la dirección de Carlton M. Caves, para su tesis sobre metrología cuántica no lineal. Parte de la teoría desarrollada en esta tesis se implementó más tarde en un experimento óptico.

## Investigación en Informática Cuántica
Su investigación postdoctoral comenzó en el Instituto de Tecnología de California (Caltech) con John Preskill, quien había acuñado el término "ventaja (supremacía) cuántica", que el Quantum Artificial Intelligence Lab en el que trabaja Boixo demostraría más tarde. Allí se especializó en información cuántica y computación cuántica, temas en los que prosiguió su investigación postdoctoral en Harvard, donde también estudió simulación cuántica y química cuántica computacional. En 2011 pasó a la Universidad del Sur de California, donde centró sus investigación en la computación cuántica y comenzó a trabajar con el primer procesador cuántico comercial de la historia, para el Quantum Artificial Intelligence Lab, iniciativa de Google, USRA y la NASA.
Se unió al equipo de computación cuántica de Google en 2013. Este equipo se ha centrado en temas como la simulación cuántica, las redes neuronales cuánticas y la metrología cuántica. En 2019 se publicó el artículo  que marcaba el hito de la ventaja (supremacía) cuántica, demostrando cómo resolver con una computadora cuántica en solo tres minutos una tarea específica que tomaría 10.000 años de ser realizada por la supercomputadora clásica más poderosa del mundo. Boixo desempeñó el papel principal en el desarrollo de la teoría computacional que posibilitó ese experimento.
Expuso estos avances en informática cuántica invitado como orador principal en el trienal Congreso Español de Informática 2021 y en el Aula Magna de la Universidad Complutense de Madrid.  